# Campeonato Africano de Atletismo de 2024 - 1500 m feminino
A prova dos 1500 metros feminino do Campeonato Africano de Atletismo de 2024 foi disputada nos dias 25 e 26 de junho, no Estádio de Japoma, em Duala, nos Camarões.

## Recordes
Antes desta competição, os recordes mundiais e do campeonato nesta prova eram os seguintes:
|                       | Nome           | Nacionalidade | Tempo     | Local    | Data                |
| --------------------- | -------------- | ------------- | --------- | -------- | ------------------- |
| Recorde mundial       | Faith Kipyegon | Quênia        | 3m 49s 11 | Florença | 2 de julho de 2023  |
| Recorde do campeonato | Caster Semenya | África do Sul | 4m 01s 99 | Durban   | 24 de junho de 2016 |
| Recorde africano      | Faith Kipyegon | Quênia        | 3m 49s 11 | Florença | 2 de julho de 2023  |

## Medalhistas
| Ouro              | Prata                | Bronze              |
| Saron Berhe (ETH) | Caroline Nyaga (KEN) | Esther Chebet (UGA) |

## Cronograma
Todos os horários são locais (UTC+1).
| Data        | Hora  | Evento  |
| ----------- | ----- | ------- |
| 25 de junho | 16:50 | Bateria |
| 26 de junho | 17:30 | Final   |

## Resultados

### Bateria
Qualificação: 6 atletas de cada bateria (Q).
| Posição | Bateria | Atleta                 | Nacionalidade | Tempo   | Notas |
| ------- | ------- | ---------------------- | ------------- | ------- | ----- |
| 1       | 1       | Esther Chebet          | Uganda        | 4:14.22 | Q     |
| 2       | 1       | Saron Berhe            | Etiópia       | 4:14.28 | Q     |
| 3       | 1       | Tigist Girma           | Etiópia       | 4:14.83 | Q     |
| 4       | 2       | Netsanet Desta         | Etiópia       | 4:15.12 | Q     |
| 5       | 2       | Knight Aciru           | Uganda        | 4:15.39 | Q     |
| 6       | 2       | Teresia Gateri         | Quênia        | 4:15.53 | Q     |
| 7       | 1       | Carina Viljoen         | África do Sul | 4:15.93 | Q     |
| 8       | 1       | Caroline Nyaga         | Quênia        | 4:16.24 | Q     |
| 9       | 2       | Belinda Chemutai       | Uganda        | 4:16.25 | Q     |
| 10      | 2       | Kadra Mohamed Dembil   | Djibuti       | 4:17.06 | Q     |
| 11      | 1       | Roza Haile             | Eritreia      | 4:20.36 | Q     |
| 12      | 2       | Comfort James          | Nigéria       | 4:20.51 | Q     |
| 13      | 1       | Fraida Hassanatte      | Chade         | 4:26.88 |       |
| 14      | 1       | Liliane Nguetsa        | Camarões      | 4:28.51 |       |
| 15      | 2       | Odette Sawekoua        | Benim         | 4:33.75 |       |
| 16      | 2       | Kerlane Dane Nassourou | Camarões      | 4:52.51 |       |
| 99      | 1       | Soukaina Hajji         | Marrocos      | DNS     |       |
| 99      | 1       | Joana Heleca           | Angola        | DNS     |       |
| 99      | 2       | Mercy Wanjiru Gitahi   | Quênia        | DNS     |       |
| 99      | 2       | Ajith Thalang Juli     | Sudão do Sul  | DNS     |       |

### Final
A final ocorreu dia 26 de junho às 17:30.
| Posição           | Atleta               | Nacionalidade | Tempo   | Notas |
| ----------------- | -------------------- | ------------- | ------- | ----- |
| Medalha de ouro   | Saron Berhe          | Etiópia       | 4:06.05 |       |
| Medalha de prata  | Caroline Nyaga       | Quênia        | 4:06.76 |       |
| Medalha de bronze | Esther Chebet        | Uganda        | 4:06.90 |       |
| 4                 | Knight Aciru         | Uganda        | 4:08.09 |       |
| 5                 | Teresia Gateri       | Quênia        | 4:08.90 |       |
| 6                 | Tigist Girma         | Etiópia       | 4:10.49 |       |
| 7                 | Netsanet Desta       | Etiópia       | 4:12.49 |       |
| 8                 | Belinda Chemutai     | Uganda        | 4:12.89 |       |
| 9                 | Carina Viljoen       | África do Sul | 4:13.27 |       |
| 10                | Kadra Mohamed Dembil | Djibuti       | 4:20.82 |       |
| 11                | Roza Haile           | Eritreia      | 4:24.06 |       |
| 99                | Comfort James        | Nigéria       | DNS     |       |

Legenda
| Recorde mundial       | Recorde mundial (World record)               |                       | Recorde africano                      | Recorde africano (African) |                                           | Q | Classificado por posição (Qualified) |
| Recorde do campeonato | Recorde do campeonato (Championship record)  | Recorde da América    | Recorde da América (Americas)         | q                          | Classificado por melhor tempo (Qualified) |   |                                      |
| Melhor marca do ano   | Melhor marca do ano (World leading)          | Recorde asiático      | Recorde asiático (Asian)              | DNS                        | Não largou (Did not start)                |   |                                      |
| Recorde nacional      | Recorde nacional (National record)           | Recorde europeu       | Recorde europeu (European)            | DNF                        | Não terminou (Did not finish)             |   |                                      |
| Recorde pessoal       | Recorde pessoal do atleta (Personal best)    | Recorde da Oceania    | Recorde da Oceania (Oceania)          | DSQ / DQ                   | Desclassificado (Disqualified)            |   |                                      |
| Recorde da temporada  | Recorde da temporada do atleta (Season best) | Recorde sul-americano | Recorde sul-americano (South America) | NM                         | Sem marca (No mark)                       |   |                                      |